# Kognitywizm estetyczny
Kognitywizm estetyczny – to teoria, według której należy wartościować sztukę na równi z nauką i pomimo dzielących ich różnic, są wobec siebie komplementarne. Kognitywiści estetyczni uważają, że sztuka może dać odbiorcy nie tylko rozrywkę, lecz także nietrywialną wiedzę o życiu i sama w sobie może być formą zrozumienia.
Christoph Baumberger w bezpośrednim i jednoznacznym uzasadnieniu kognitywizmu estetycznego przedstawia szereg argumentów, które odnoszą się do niektórych filozoficznych zastrzeżeń wysuwanych przeciwko tej perspektywie. Identyfikuje dwa kluczowe twierdzenia kognitywizmu estetycznego: twierdzenie epistemiczne – „że dzieła sztuki mają funkcje poznawcze” – oraz twierdzenie estetyczne – „funkcje poznawcze dzieł sztuki częściowo określają ich wartość artystyczną”.

## Rys historyczny
Problem z kognitywizmem estetycznym pojawia się w zastosowaniu go do muzyki i sztuk wizualnych. Jak muzyka czy malarstwo abstrakcyjne mogą dostarczać odbiorcy użyteczną wiedzę? Lepiej dostosowane do aspiracji poznawczych są sztuki literackie, ponieważ język jest podstawowym środkiem poznania i zrozumienia.
Teza, która jest rzadko stawiana, ale często zakładana w krytyce artystycznej i estetyce dotyczy nierozdzielności formy i treści w sztuce. Głosi ona, że po pierwsze: niemożliwe jest, żeby ta sama treść występowała w dwóch różnych formach; po drugie: niemożliwe jest, żeby dwie, różne treści występowały w jednej, tej samej formie. Według Kathrine Thomson-Jone ww. teza jest kompatybilna z założeniami kognitywizmu estetycznego, ponieważ istnieją sposoby uczenia się za pośrednictwem sztuki, które zależą od nierozłączności formy i treści.
Biorąc pod uwagę długą i splątaną historię debaty na temat możliwości i wartości uczenia się za pośrednictwem sztuki, niezwykle ważne jest, by uznać tę kompatybilność. Sceptycy i krytycy kognitywizmu estetycznego regularnie uciekają się do wysuwania tezy o ich nierozłączności, twierdząc, że nie można oczekiwać, że dowiemy się czegoś o świecie dzięki sztuce, jeśli nie można „dotrzeć” do treści dzieła bez wpływu stylu i medium, w którym ono jest osadzone.
Zakłada się tutaj, że rodzaj estetycznej transformacji, która uzasadnia nierozdzielność formy i treści, wyklucza praktyczność lub estetyczne znaczenie poszukiwania w sztuce wglądu w rzeczywistość w postaci faktów, zasad lub nowych wartości i perspektyw.
Jeżeli kompatybilność, której broni Thomson-Jone rzeczywiście istnieje – sztuka daje nam wgląd w świat, jakiego nie dają nam inne formy pozyskiwania wiedzy.

## Oryginalność
Czasami fakt, że zależy nam na oryginalności w sztuce, świadczy o tym, że zależy nam na tym, aby sztuka nas czegoś nauczyła. Richard Beardsmore sugeruje, że oryginalność oznacza, iż dzieło „ma coś do powiedzenia, co osiąga się poprzez innowacyjność artysty w sposobie przedstawienia tematu”. W rzeczywistości jednak dzieła sztuki mogą być oryginalne pod wieloma względami, np. mogą być ekspresyjne lub piękne w nowy sposób. Oryginalność nie zawsze jest wartością poznawczą, ponieważ możemy cenić coś za oryginalność tylko w tym sensie, że jest inne. Jednak fakt, że dzieło technicznie innowacyjne może być nieoryginalne właśnie dlatego, że nie ma nic do powiedzenia, wskazuje, że istnieje związek między wnikliwością, a oryginalnością w sztuce.

## Trzy ujęcia formy i treści
Rozpoznając sposób, w jaki oryginalne dzieło sztuki przedstawia swój temat, uznajemy jednocześnie rozróżnienie i związek między formą i treścią. Istnieją trzy dominujące ujęcia formy i treści, które można nazwać ujęciem kontenerowym, funkcjonalnym i semantycznym.
Ujęcie kontenerowe opisuje relację między formą i treścią jako relację między tym, co zawiera, a tym, co jest zawarte w dziele sztuki. Często w literaturze przedmiotu takie zawarcie jest rozumiane w kategoriach organizacyjnych – uważa się, że struktura organizująca dzieło zawiera jego elementy nieorganizujące.
Ujęcie funkcjonalne jest jedynym, które opisuje formę niezależnie od treści jako funkcję lub cel dzieła.
Ujęcie semantyczne opisuje treść jako znaczenie dzieła lub to, o czym ono traktuje, a formę jako sposób, w jaki znaczenie jest manifestowane.
W swoim zastosowaniu do kogniwistycznego rozumienia sztuki przedstawieniowej teza o nierozłączności odwołuje się do semantycznego ujęcia formy i treści. Widać to najwyraźniej w debatach na temat dokładności w sztuce, w których zaznacza się szerokie rozróżnienie między tym, „jak” i „co” w dziele. Nierzadko krytycy zastanawiają się, czy sposób przedstawienia przez artystę przesłania ujawnia prawdziwą naturę jego dzieła.

## Stanowiska

### Stanowisko Gordona Grahama
G. Graham analizuje trzy normatywne stanowiska:
- pogląd, że wartość sztuki leży w jej zdolności do dawania przyjemności, estetyzm;
- że wartość sztuki leży w jej zdolności do ułatwiania wyrażania emocji, ekspresywizm;
- że sztuka jest wartościowe jako źródło zrozumienia, kognitywizm[6].

Zdaniem Grahama najbardziej użyteczna społecznie wartość badań nad sztukami wizualnymi polega na tym, że mogą one przyczynić się do lepszego zrozumienia naszego doświadczenia świata, nie negując przy tym społecznych funkcji praktyk artystycznych jako źródła przyjemności lub środka autoekspresji.

### Stanowisko Nelsona Goodmana
Sztuka musi być traktowana nie mniej poważnie niż nauki ścisłe jako sposób odkrywania, tworzenia i poszerzania wiedzy w szerokim sensie rozwoju rozumienia, a zatem filozofia sztuki powinna być pojmowana jako integralna część metafizyki i epistemologii.

### Stanowisko Berysa Gauta
Berys Gaut, potwierdza nomenklaturę różnych rodzajów wiedzy, zidentyfikowanych wcześniej jako część problemu, a które mogą być przekazywane w badaniach nad sztukami wizualnymi:
Większość kognitywistów słusznie twierdzi, że istnieje wiele różnych rodzajów wiedzy, którą sztuka może przekazać swoim odbiorcom: wiedza propozycjonalna, know-how (umiejętności). Wiedza fenomenalna (wiedza o tym, jak to jest doświadczać jakiejś rzeczy), wiedza konceptualna, wiedza o wartościach i znaczeniu.

### Stanowisko Christopha Baumbergera
Epistemologia rozumienia lepiej niż teoria wiedzy nadaje się do oddania sprawiedliwości poznawczym osiągnięciom nauki, filozofii i codzienności; oraz że i taka epistemologia może i powinna uwzględniać szeroki zakres funkcji poznawczych dzieł sztuki i stanowi odpowiednie ramy epistemologiczne dla kognitywizmu estetycznego.